# Félix Jahyer
Félix Heny Frédéric Jahyer, né à Blois le 5 mai 1834 et mort à Paris (18e arrondissement) le 5 août 1907,, est un journaliste et critique d’art français.

## Biographie
Fils de Félix Jahyer, ancien imprimeur du roi à Blois, Félix Jahyer a fondé le Gringoire, sous la direction d’Aimé Foucault, le Biogène illustré et les Camées artistiques.
Membre du comité de la Société des gens de lettres, et secrétaire général de l’Association des jurés orphéoniques, Jahyer était un critique averti, auteur de poèmes, dont plusieurs ont servi de thème à des chœurs qui sont au répertoire des orphéons. Possédant beaucoup de relations dans le monde artiste, il était bien connu des habitués des concours.
La Société des gens de lettres lui avait décerné le prix Bonnery. L’un de ses fils, Henri Jahyer, a été secrétaire de l’Opéra-Comique.
Il est le rédacteur des biographies d'artistes publiées dans l'hebdomadaire Paris-Théâtre, 364 numéros paraissent de 1873 à 1880.